# La kabra tira al monte
La kabra tira al monte és una obra de teatre escrita per l'actor Karra Elejalde —amb la col·laboració de Paolo Rossi, Andreu Martín i José Antonio Ortega. Considerada pel mateix autor com un psicodrama corrossiu, amb crític social i proper a l'ex-abrupte. Fou estrenada el 3 d'abril de 1997 al Teatro Alfil de Madrid. El 2006 va repetir l'esperit de l'obra amb La Kabra y Miss Yoe's' , amb guió del mateix Elejalde i Andreu Martín.

## Argument
Es tracta d'una peça amb un sol protagonista ("ex-ex toxicòman" i "ex-ex-presidiari") on fa un monòleg en escena que parla de manera sarcàstica de sexe, relacions laborals i relacions conjugals. Una mena d'autobiografia però que no explica pas res, i segons el seu mateix autor convida a riure pensant.